# Gliese 109
Gliese 109 is een vlamster in het sterrenbeeld Ram met een spectraalklasse van M3V. De ster met schijnbare magnitude 10,6 bevindt zich 25,05 lichtjaar van de zon.